# 鄭玉 (天順進士)
鄭玉（1432年—？），字時周，順天府大興縣人，明朝政治人物。進士出身。

## 生平
順天府鄉試第一百名。天順八年（1464年）甲申科進士第二甲第十六名。

## 家族
曾祖父鄭文顯。祖父鄭士榮。父亲鄭？。